# IEEE Transactions on Control Systems Technology
IEEE Transactions on Control Systems Technology is een internationaal, aan collegiale toetsing onderworpen wetenschappelijk tijdschrift op het gebied van de regeltechniek. De naam wordt in literatuurverwijzingen meestal afgekort tot IEEE Trans. Contr. Syst. Tech. Het wordt uitgegeven door Institute of Electrical and Electronics Engineers en verschijnt tweemaandelijks. Het eerste nummer verscheen in 1993.